# Manou Kersting
Manou Kersting (Antwerpen, 24 mei 1962) is een Belgisch-Nederlands acteur die vooral in Vlaanderen actief is.
Hij werd in Antwerpen geboren, en groeide daar ook op, als zoon van een Belgische moeder (uit Antwerpen) en een Nederlandse vader (uit Rotterdam).
Hij speelt en regisseert in het theater en heeft een aantal rollen in televisieseries en langspeelfilms. In het winterseizoen 2008–2009 vertolkte hij de rol van Theo Vynckier in de telenovelle LouisLouise. Ook verzorgde hij de voice-over voor Het Huis Anubis en de Vijf van het Magische Zwaard.
In het theater behoorde hij tot de artistieke kern van het gezelschap W.A.C.K.O., en had hij de artistieke leiding van de gezelschappen De Factorie en Podium Modern. Voor De Factorie regisseerde hij onder andere Things to be done in gevallen van heirkracht en De Uitspreker. Met Podium Modern speelde hij twee seizoenen in Trio solo en in het seizoen 2003–2004 ook in Off the record.
In 2004 speelde hij in een theatervoorstelling Dolf Brouwers, Ben Ik Dat?, geschreven door Rob van Dalen, de hoofdrol als Dolf Brouwers, met verder Marieke van Leeuwen als Dolfs vrouw Greet, Clous van Mechelen als zichzelf, en Johnny Kraaijkamp jr. als Wim T. Schippers. De regie was van Guusje Eijbers.
Manou spreekt zowel met een Nederlandse tongval (bv. in LouisLouise) als in het Antwerps dialect (bv. in Pippa).